# Мъртвицата
Мъртвицата (също Поповица) е езеро, разположено на 2 km северно от село Поповица, община Садово, област Пловдив, южно от р. Марица в защитената местност "ЗМ „Мъртвицата“ – Поповица", на 42°09′43″ с. ш. 25°04′16″ и. д. / 42.161944° с. ш. 25.071111° и. д.. Площта му е 1,0 ха.
При земетресение на 18 април 1928 г. земята се отваря и на мястото на поточето до селото се появява езеро. Нарича се Мъртвицата, защото се смята, че се е появило от нагъването на земята и водата в него е мъртва.
Местността е обявена за защитена със Заповед № 155 / 11.004.1978 г. на КОПС при МС с цел да се запази единственото по поречието на р. Марица и във вътрешността на страната естествено находище на бяла водна лилия (Nymphaea alba). Срещат се бели водни лилии и бели тополи. Територията се стопанисва и охранява от Кметство с. Поповица, общ. Садово под контрола на РИОСВ – Пловдив.